# Gunnel Sandberg
Gunnel Cecilia Andrén, känd som Gunnel Sandberg (ibland även Gun Sandberg), född 28 maj 1909 i Örebro, död 9 november 1951 i Stockholm, var en svensk pianist, låtskrivare och sångare.
Gunnel Sandberg var dotter till disponenten David Andrén och Ellen Widfond (omgift Lindblad). Sandberg är tillsammans med maken Sven-Olof Sandberg upphovsman till ett flertal sånger. Hon medverkade också som pianist och sångare på olika skivinspelningar.
Hon var 1930–1941 gift med artisten Sven-Olof Sandberg (1905–1974) och sedan under en tid med skådespelaren och sångaren Rodja Persidsky (1911–1973). Efter att äktenskapet med Persidsky var över tog hon tillbaka flicknamnet Andrén. Med Sandberg hade hon sönerna Lars-Olof (1929–2002), Per-Olof (född 1930), som var med och startade Baldakinenkedjan, och Sven-Olof (1932–1997).

## Musiktryck i urval (som kompositör)
- De tu. Bröllopsmarsch. Skriven tillsammans med Sven-Olof Sandberg och utgiven 1929. Tillägnad kronprinsen Olav och kronprinsessan Märtha.[6]

### Sång och piano
- Genom skogarnas mäktiga sus. Text av Tom Wilson.[7]

- En kväll på Haga. Sångvals. Text av Sven-Olof Sandberg. Tryckt 1930 av Svenska Noter AB, Stockholm.[6]

- Lite kärlek måste man ha. Vals. Text av Sven-Olof Sandberg. Tryckt 1930 av Svenska Noter AB, Stockholm.[6]

- Volga sång. Text av Sven-Olof Sandberg. Tryckt 1930 av Svenska Noter AB, Stockholm.[6]

- Kyssen. Tango-foxtrot. Text av Sven-Olof Sandberg. Tryckt 1930 av Nils-Georgs musikförlag, Stockholm.[6]

- Med flygande fanor och klingande spel. Text av Sven-Olof Sandberg.[8]

- Lyssnarposten 1935. Text av Sven-Olof Sandberg.[9]

1. Hollywood
2. Farväl Hawaii
3. I många former det sköna trives...
4. Karl-Alfred
5. Alla tiders lilla flicka.

- Anderssons sagor. Text av Karl-Ewert Christenson och Sven-Olof Sandberg.[10]

1. Som en ståndaktig tennsoldat Bort en gång till främmande land
2. Alpens ros Kvinnorna står sommar och vår
3. För underbart att tro Vackra sagor ha vi på denna jord
4. John Blund Nu brasan har slocknat
5. Följ med till Fågel Fenix' land Im wunderschönen Monat Mars

- Där de milsvida skogarna susa. Text av Sven-Olof Sandberg.[11]

- När flingorna falla. Text av Sven-Olof Sandberg.[12]

- Med flygande fanor och klingande spel. Text av Sven-Olof Sandberg.[13]

### Sång och orkester
- Vill du bli min tangoflicka. Vals. Text av Sven-Olof Sandberg. Tryckt 1934 av Nordiska musikförlaget, Stockholm. Arrangerat för orkester av Sune Waldimir.[6]
- En vår med dig. Text av Sven-Olof Sandberg. Tryckt 1934 av Nordiska musikförlaget, Stockholm. Arrangerat för orkester.[6]